# Хузер, Робин
Ро́бин Ху́зер (нем. Robin Huser; родился 24 января, 1998 года, Швейцария) — швейцарский футболист, полузащитник.

## Клубная карьера
Хузер — воспитанник клуба «Базель», за который выступает с 2012 года. 20 мая 2015 года в матче против «Арау» дебютировал в чемпионате Швейцарии. А 10 декабря того же года в матче группового этапа Лиги Европы против польского «Леха» дебютировал в еврокубках. В сезоне 2014/15 стал чемпионом Швейцарии, а также финалистом кубка Швейцарии.
На правах аренды выступал за «Винтертур» и «Тун». Летом 2019 года стал игроком «Кьяссо».

## Международная карьера
Играл за различные молодёжные сборные Швейцарии. В 2014 году в составе сборной Швейцарии до 17 лет участвовал на чемпионате Европы в своей возрастной категории. На турнире принял участие в матчах против сборной Германии и сборной Шотландии.

## Достижения
«Базель»
- Чемпион Швейцарии (2): 2014/15, 2015/16
- Финалист кубка Швейцарии: 2014/15